# 國立臺灣交響樂團
國立臺灣交響樂團（英語：National Taiwan Symphony Orchestra，簡記為NTSO），簡稱國台交，是臺灣歷史最悠久的管弦樂團，1945年在台灣臺北成立，於同年改隸屬台灣省警備總司令部，後又改隸於台灣行政長官公署、台灣省政府，1999年8月因改隸行政院文化建設委員會（現文化部）而更為現在名稱。

## 歷史
其前身為日治時期皇民奉公會交響樂團；第二次世界大戰後，日本人引揚歸國，樂團隨之解散。樂團指揮吳成家後找回部分舊時團員，重新組成興亞管絃樂團，隸屬於民間團體-台灣音樂公會。後由臺北市政府收編，更名為「臺北市交響樂團」（與今日臺北市立交響樂團無直接關係）；同年，在蔡繼琨教授主導下，再改為隸屬於之後發布戒嚴令的台灣省警備總司令部，不久又改隸於時任長官為陳儀的臺灣省行政長官公署。
1947年二二八事件之後，行政長官公署改制為臺灣省政府，5月樂團改名為臺灣省政府交響樂團，次年元月再度改名為臺灣省交響樂團。
1958年5月，美國指揮家托爾·約翰遜（Thor Johnson）訪問臺灣並指導樂團，指揮了三個場次的演出。這是樂團團史首位外籍客座指揮者。
2002年專屬音樂廳落成啟用；2007年3月至2011年12月底曾接管臺中中興堂。

### 組織沿革
| 年份 | 團名                       | 團址           | 隸屬機關           |
| ---- | -------------------------- | -------------- | ------------------ |
|      | 皇民奉公會交響樂團         |                |                    |
|      | 興亞管絃樂團               | 臺北市西本願寺 |                    |
|      | 臺北市交響樂團             |                |                    |
|      | 臺灣省警備總司令部交響樂團 |                | 臺灣省警備總司令部 |
|      | 臺灣省政府交響樂團         |                |                    |
|      | 臺灣省政府教育廳交響樂團   |                |                    |
|      | 臺灣省立交響樂團           |                |                    |
|      | 國立臺灣交響樂團（現名）   |                |                    |

- 團名：興亞管絃樂團→臺北市交響樂團→臺灣省警備總司令部交響樂團→臺灣省行政長官公署交響樂團→臺灣省政府交響樂團→臺灣省政府教育廳交響樂團→臺灣省立交響樂團→國立臺灣交響樂團（現名）
- 團址：臺北市西本願寺→省轄時期的臺中市→臺中縣霧峰鄉民生路→臺中市霧峰區中正路（現址）
- 隸屬：臺灣省警備總司令部→臺灣省藝術建設協會→臺灣省政府教育廳→臺灣省政府文化處→行政院文化建設委員會→中華民國文化部

### 歷任團長
蔡繼琨團長和戴粹倫團長、史惟亮團長、陳澄雄、歐陽慧剛團長是音樂科系教授出身，王錫奇團長（演奏小號）、鄧漢錦團長（演奏大提琴）、劉玄詠團長（演奏長號）是團員出身，蘇忠團長、柯基良團長、林正儀團長、張書報團長和黃素貞團長是文化行政人員出身。
| 團長     | 任職年份  |
| -------- | --------- |
| 蔡繼琨   | 1945-1949 |
| 王錫奇   | 1949-1960 |
| 戴粹倫   | 1960-1973 |
| 史惟亮   | 1973-1974 |
| 鄧漢錦   | 1974-1991 |
| 陳澄雄   | 1991-2002 |
| 蘇忠     | 2002-2005 |
| 柯基良   | 2005-2007 |
| 劉玄詠   | 2007-2011 |
| 林正儀   | 2011-2012 |
| 張書豹   | 2013-2014 |
| 黃素貞   | 2014-2016 |
| 劉玄詠   | 2016-2024 |
| 歐陽慧剛 | 2025-     |

## 組織
- 交響樂團：1945年成立於臺北。
- 附設管樂團：1993年6月成立於臺北。2004年，遷回臺中市霧峰本部。
- 附設青年管樂團：1997年6月28日成立於臺中，2008年8月1日於臺中中興堂演出結束後改制為附設青年管弦樂團。
- 附設青少年管弦樂團：2008年9月成立於臺中。

### 架構
團長
- 藝術部門

指揮
副指揮
樂團首席
樂團助理首席
各部首席
1945年 首席單簧管:莊壽臣
各部副首席
樂團成員
- 行政部門

副團長
秘書
演出活動組
企劃行銷組
研究推廣組
資料組
行政室
會計室
人事室

## 著名人物
- 劉榮義
- 謝北光
- 邱垂堂

## 特色與其他

### 臺灣音樂文化園區
全臺灣唯一的古典音樂文化園區，園區包含：

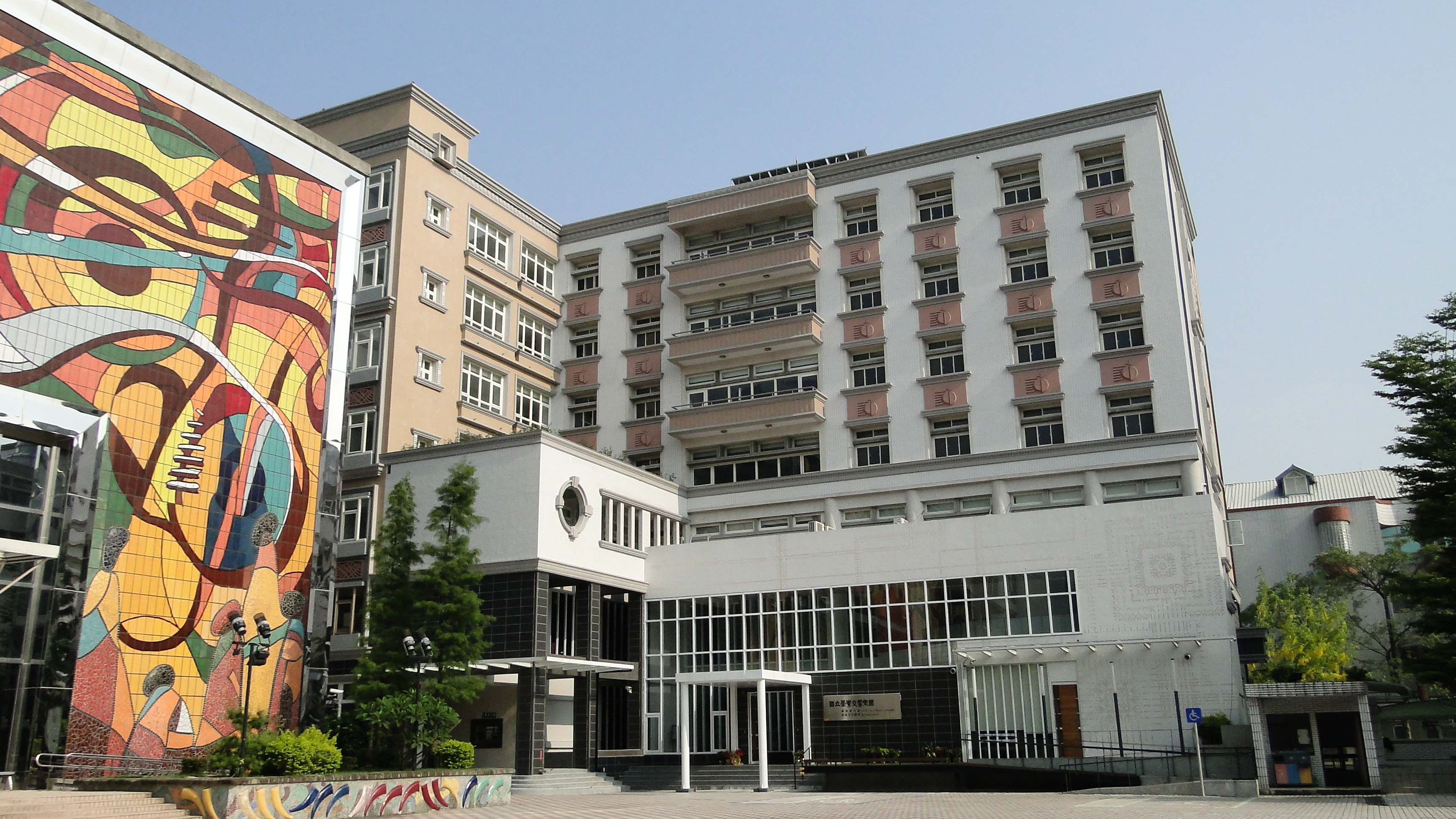
臺灣音樂文化園區

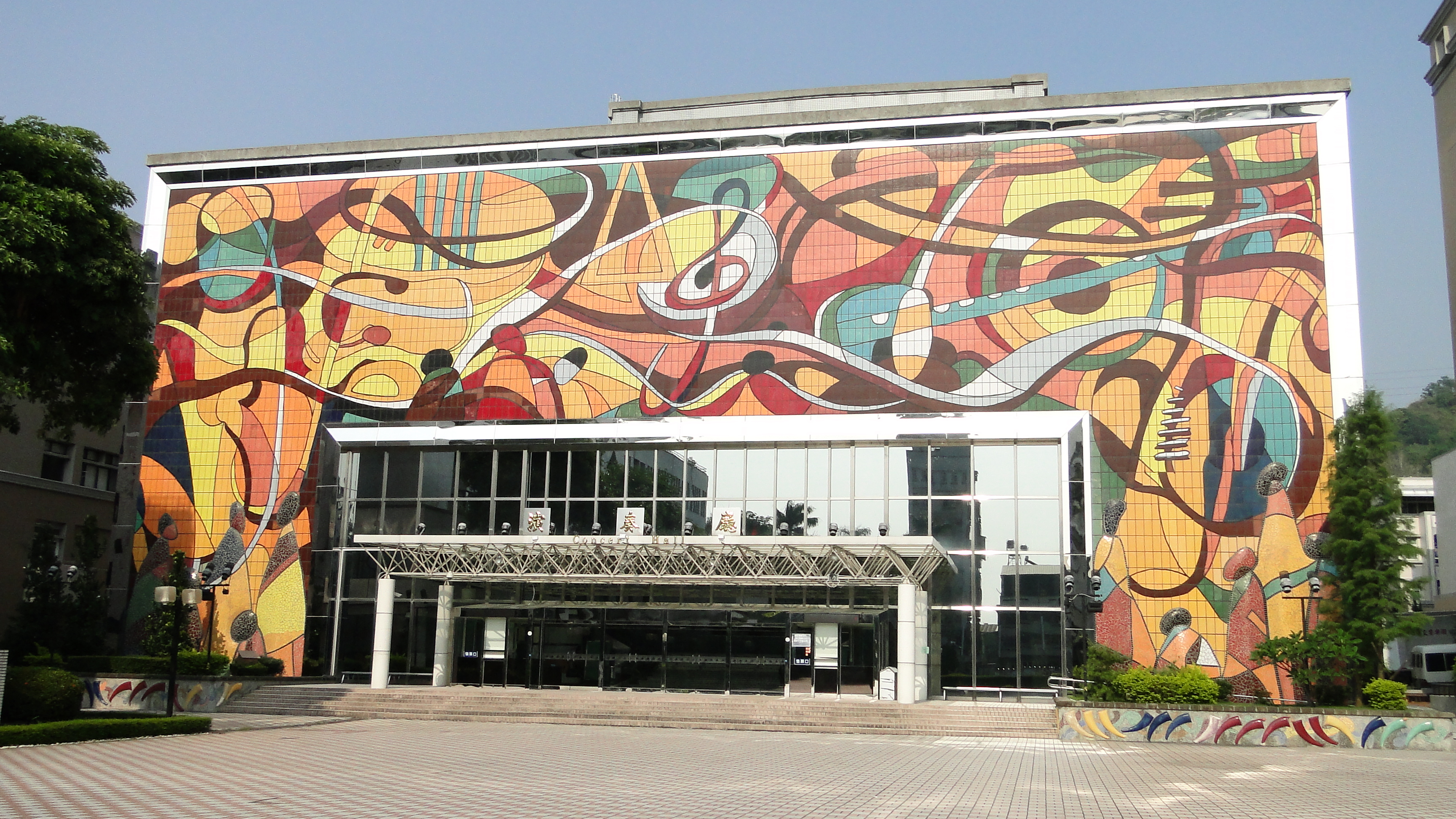
國立臺灣交響樂團霧峰演奏廳

- 霧峰演奏廳：屬於臺灣國家級的演奏廳，外牆長64公尺，寬21公尺，相當於7層樓高，用3.5公分厚的陶磚拼組而成，是目前臺灣單一面積最大之公共藝術品。內部屬於中型的表演場地，觀眾席座位合計554席，定位室內噪音值在25db以下，比國家音樂廳噪音值28db為低。觀眾席兩側設有活動式音響面板，可因應不同表演節目。[3]
- 樂器展示區：收藏有各類交響樂團樂器，並有互動式指揮體驗區。
- 影音文化廣場：提供古典樂影音及書籍借閱功能。
- 音樂教育研習中心
- 優質工作室：音樂工作者或表演者創作及排練的空間。
- 音樂世界旅邸：原為交響樂團團員宿舍，自2011年9月委外經營，結合音樂主題之設計，是全台唯一音樂主題旅館。

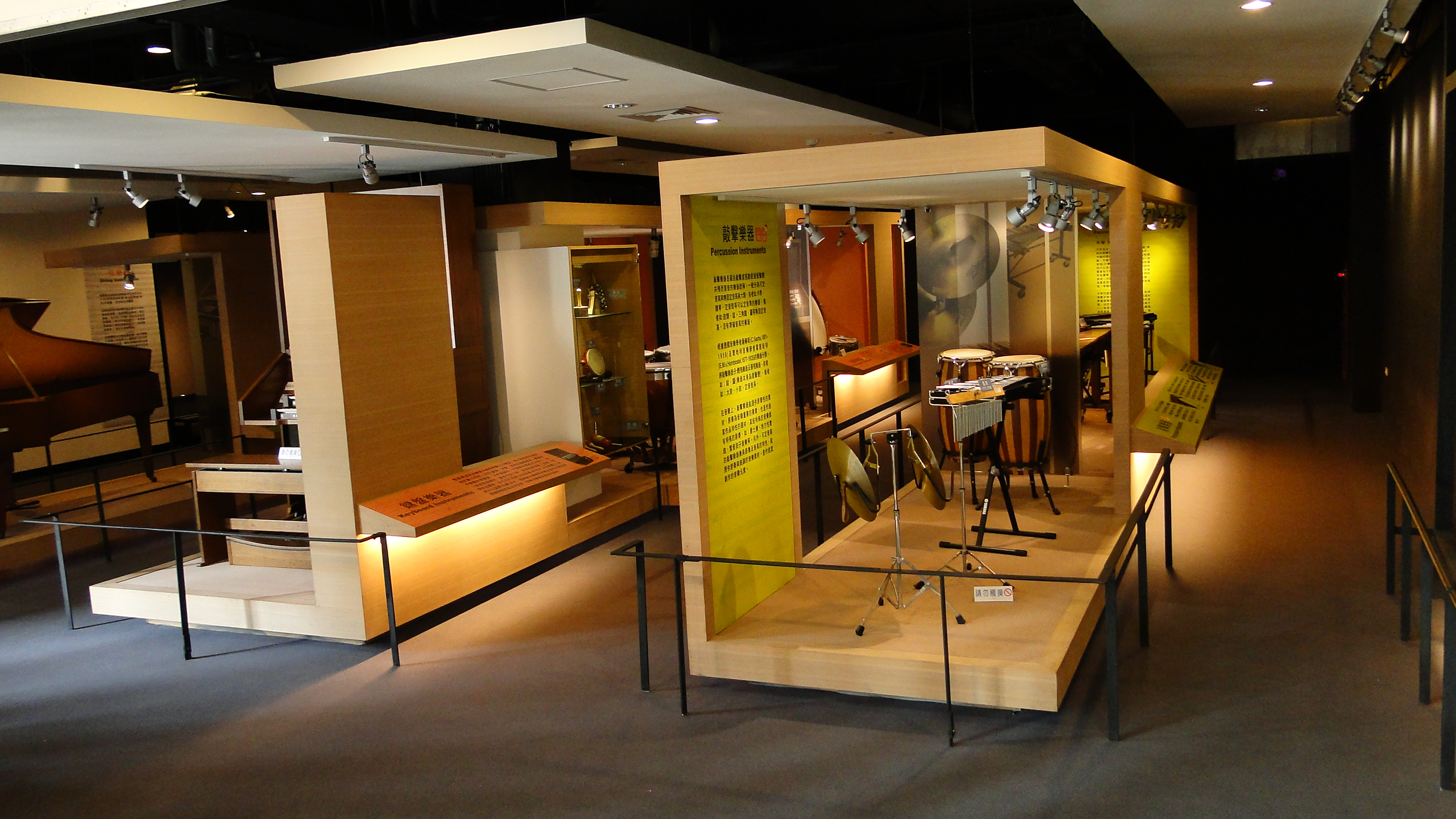
樂器展示區
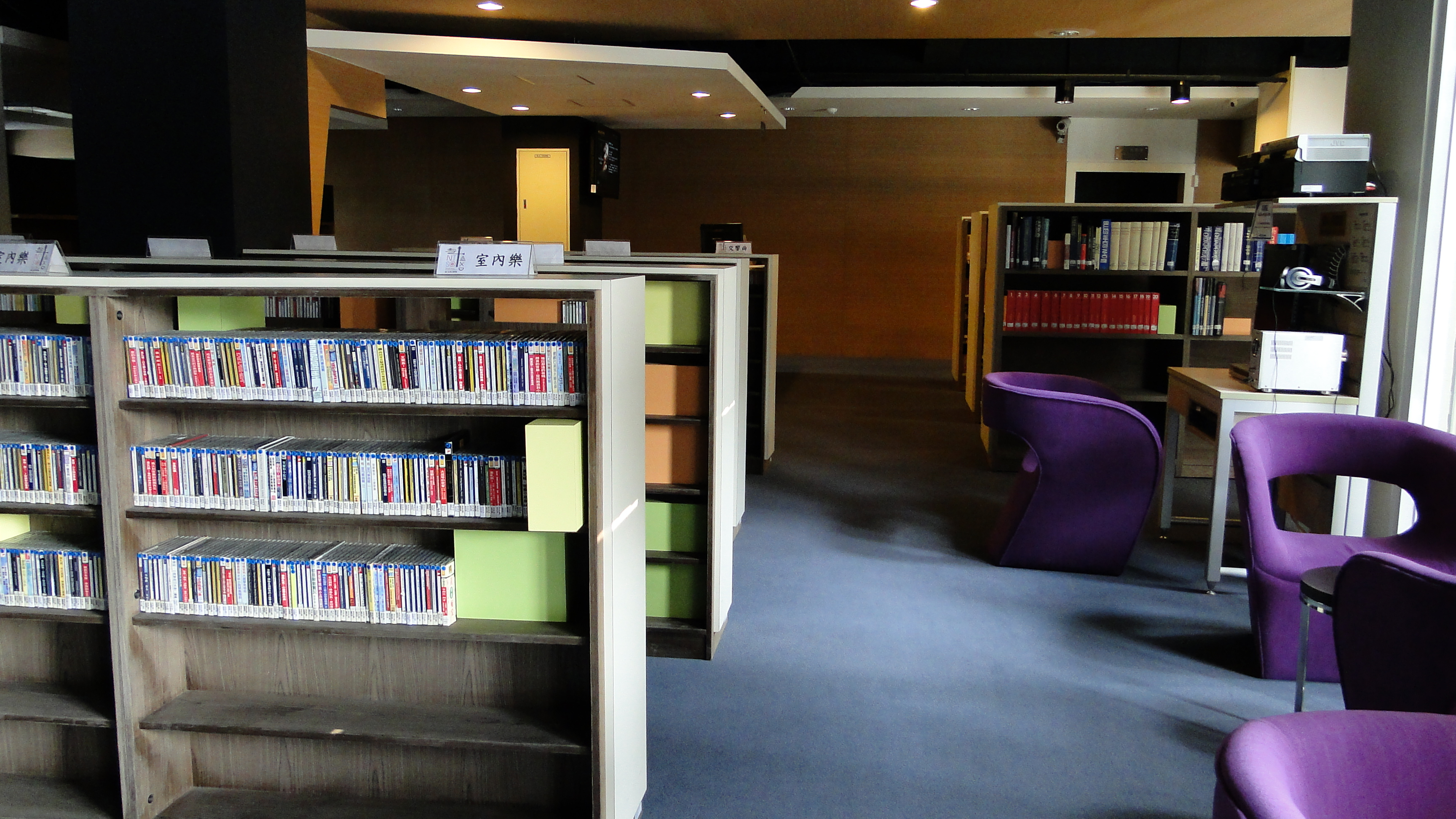
影音文化廣場

## 作品

### 電視節目
- 公共電視台《古典非古典》

## 外部連結
- 國立臺灣交響樂團全球資訊網（页面存档备份，存于）（繁體中文）（英文）
- 國立臺灣交響樂團的Facebook專頁
- YouTube上的國立臺灣交響樂團頻道
- 國立台灣交響樂團 音樂世界旅邸（页面存档备份，存于）（繁體中文）
- 音樂世界旅邸的Facebook專頁